# 9556 Gaywray
9556 Gaywray eller 1986 GF är en asteroid i huvudbältet som upptäcktes den 8 april 1986 av International Near-Earth Asteroid Survey (INAS) vid Palomar-observatoriet. Den är uppkallad efter Gay Firestone Wray.
Asteroiden har en diameter på ungefär 6 kilometer och den tillhör asteroidgruppen Phocaea.